# هنري أوينز
هنري أوينز (بالإنجليزية: Henry Owens)‏ هو لاعب كرة قاعدة أمريكي، ولد في 23 أبريل 1979 في ميامي في الولايات المتحدة.

## وصلات خارجية
- هنري أوينز على موقع دوري كرة القاعدة الرئيسي (الإنجليزية)
- هنري أوينز على موقعبيزبول رفرنس.كوم (الدوري الرئيسي) (الإنجليزية)
- هنري أوينز على موقع إي إس بي إن.كوم (أم.أل.بي) (الإنجليزية)
- هنري أوينز على موقع مشجعي الرسوم البيانية (الإنجليزية)